# Nikolaus Selnecker
Nikolaus Selnecker (Hersbruck, 5 dicembre 1532 – Lipsia, 24 maggio 1592) è stato un teologo e organista tedesco, uno degli autori della Formula della Concordia con Jakob Andreae e Martin Chemnitz.

## Biografia
Nikolaus Selnecker nacque a Hersbruck in Baviera, Germania. Suo padre lo trasferì a Norimberga mentre era ancora un bambino. Da giovane fu un organista presso la cappella di Kaiserburg. Studiò con Filippo Melantone presso l'Università di Wittenberg, laureandosi M.A. nel 1554. In seguito fu cappellano e musicista presso la corte di Augusto I di Sassonia. Inoltre servì come tutore di corte e come supervisore nella cappella del tribunale. Fu successivamente nominato professore di teologia presso l'Università di Lipsia e pastore della chiesa di San Tommaso.